# مملكة الحجاز ونجد وملحقاتها
مملكة الحجاز ونجد وملحقاتها  هو لقب أُطلق على البلاد بعد ضم مملكة الحجاز إلى سلطنة نجد وملحقاتها، في عشرينات القرن العشرين. قاد هذه الوحدة الملك عبد العزيز آل سعود ، الذي كان سلطانًا على نجد وملحقاتها، وتم مبايعته ملكًا على الحجاز في 22 جمادى ثاني 1344هـ/ 7 يناير 1926م.  وفي 25 رجب 1345هـ/ 19 يناير 1927م بايع أهل نجد الملك عبد العزيز في الرياض ملكًا لنجد، وأصبح ملكًا على نجد أيضًا بدلًا من لقب السلطان. بعد  معاهدة جدة بين الحكومة البريطانية ومملكة الحجاز ونجد وملحقاتها سنة 1927م، واعترفت بها المملكة المتحدة وبملكها عبد العزيز ملكاً على مملكة الحجاز ونجد وملحقاتها. وفي 23 سبتمبر 1932 وُحِّدَت المملكة الحجازية النجدية تحت مسمى جديد وهو«المملكة العربية السعودية».

## السياسة الخارجية

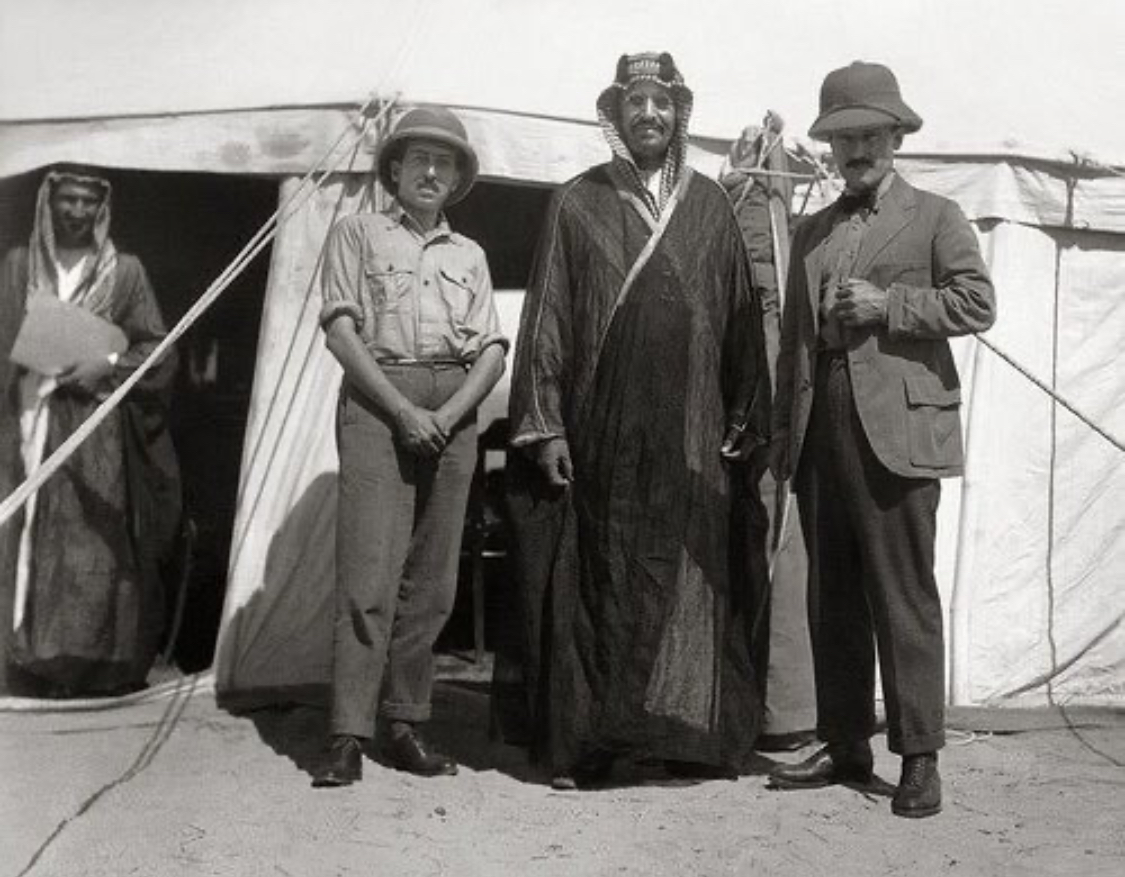
ملك الحجاز و سلطان نجد عبدالعزيز بن عبدالرحمن آل سعود مع السير جلبرت كلايتون مندوب بريطانيا في وادي فاطمة أثناء مفاوضات عقد معاهدة جدة عام 1926م

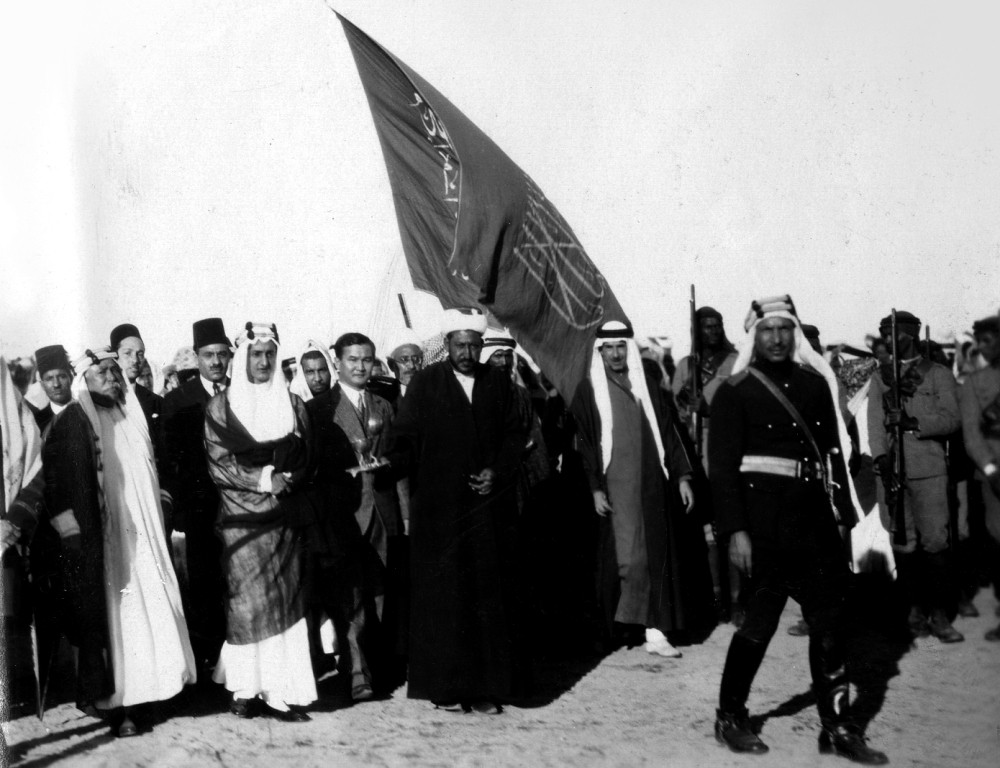
نائب الملك على الحجاز الأمير فيصل بن عبدالعزيز مع الديبلوماسي السوفييتي المسلم نذير توريكولوف في مدينة جدة الحجازية عام 1929م

تمكنت مملكة الحجاز ونجد بسبب علاقاتها الوثيقة مع المملكة المتحدة، من استكمال سياستها التوسعية وذلك عن طريق تزويدها بالأسلحة الإنجليزية. سُحِبت مملكة الحجاز من عصبة الأمم وذلك بطلب من الملك عبد العزيز. وفي سنة 1926 اعترف الاتحاد السوفيتي بمملكة الحجاز ونجد وتبعته الولايات المتحدة سنة 1931. في سنة 1932، أبقت كل من المملكة المتحدة والاتحاد السوفييتي، وتركيا، وفارس، وهولندا على مفوضياتها في جدة، أما فرنسا، و إيطاليا، ومصر فقد أبقوا على ممثلين قنصليين غير رسميين.

## ملك الحجاز و نجد (1926–1932)
| الاسم                                                          | العمر                                   | بداية الحكم  | نهاية الحكم    | ملاحظات                                      | العائلة | الصورة                       |
| -------------------------------------------------------------- | --------------------------------------- | ------------ | -------------- | -------------------------------------------- | ------- | ---------------------------- |
| الملك عبد العزيز بن عبد الرحمن آل سعود - ابن سعود - عبد العزيز | 26 نوفمبر 1876 – 9 نوفمبر 1953 (76 سنة) | 8 يناير 1926 | 22 سبتمبر 1932 | ابن عبد الرحمن بن فيصل آل سعود وسارة السديري | آل سعود | ملك المملكة العربية السعودية |

### نائب الملك في نجد (1926–1932)
| الاسم       | العمر         | بداية الحكم  | نهاية الحكم    | ملاحظات                                        | العائلة | الصورة |
| ----------- | ------------- | ------------ | -------------- | ---------------------------------------------- | ------- | ------ |
| الأمير سعود | 15 يناير 1902 | 8 يناير 1926 | 22 سبتمبر 1932 | ابن عبد العزيز آل سعود ووضحى بنت محمد آل عريعر | آل سعود |        |

### نائب الملك في الحجاز (1926–1932)
| الاسم       | العمر        | بداية الحكم  | نهاية الحكم    | ملاحظات                                            | العائلة | الصورة |
| ----------- | ------------ | ------------ | -------------- | -------------------------------------------------- | ------- | ------ |
| الأمير فيصل | 1 أبريل 1906 | 8 يناير 1926 | 22 سبتمبر 1932 | ابن عبد العزيز آل سعود وطرفة بنت عبد الله آل الشيخ | آل سعود |        |

## كتب عنها
- أخبار مملكة الحِجاز ونجد ومُلحقاتها في مجلة الشرق الأدنى، لأمين سعيد، تحقيق عبد الكريم السمك، في مجلَّدين، 2020.

## أعلام الحجاز ونجد

علم سلطنة نجد (1921-1926)
علم مملكة الحجاز (1920-1926)

## وصلات خارجية
- Statoids - Regions of Saudi Arabia
- World Statesmen - Saudi Arabia